# Leonid Vaynsteyn
Leonid Vaynsteyn (azeri: Leonid Moiseyeviç Vaynşteyn ; født 20. april 1945 i Baku, Aserbajdsjan - død 20. juli 1994) var en aserbajdsjansk komponist.
Vaynsteyn studerede komposition på musikkosnervatoriet i Asebajdsjan hos Kara Karayev. Han har skrevet 6 symfonier, orkesterværker, kammermusik, korværker, operetter, balletmusik, oratorier, instrumentalværker etc.

## Udvalgte værker
- Symfoni nr. 1 (1968) - for orkester
- Symfoni nr. 2 "Dialog til minde om min broder" (1971) - for orkester
- Symfoni nr. 3 (1974) - for orkester
- Symfoni nr. 4 (1976) - for klaver og strygeorkester
- Symfoni nr. 5 (1983) - for bas og kammerorkester
- Symfoni nr. 6 (19?) - for orkester